# Architekturikone

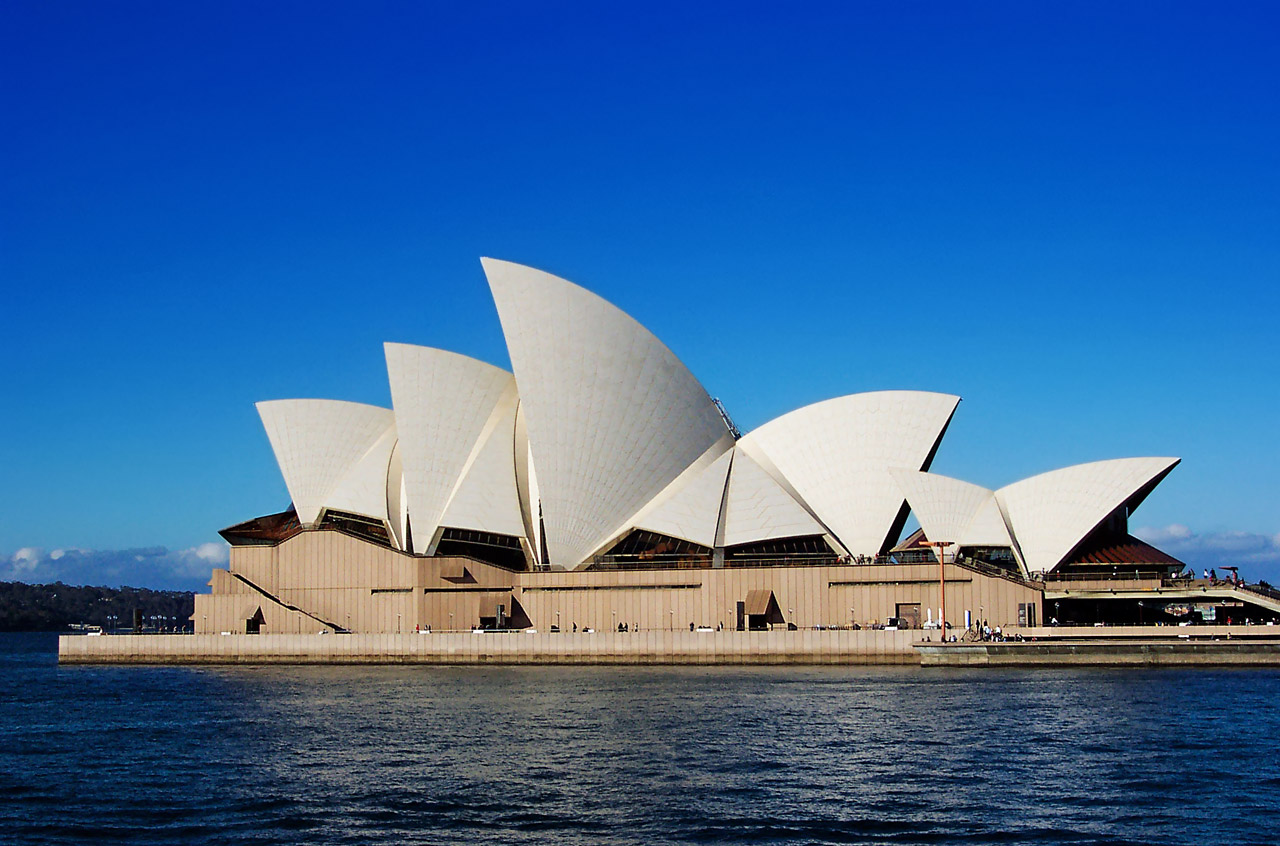
Das Sydney Opera House zählt zu den weltbekannten Architekturikonen.

Architekturikone ist ein Begriff aus der Architekturkritik und bezeichnet Bauwerke, die wegweisend sind beziehungsweise waren oder aufgrund ihrer Gestaltung Einzigartigkeit beanspruchen.

## Beispiele

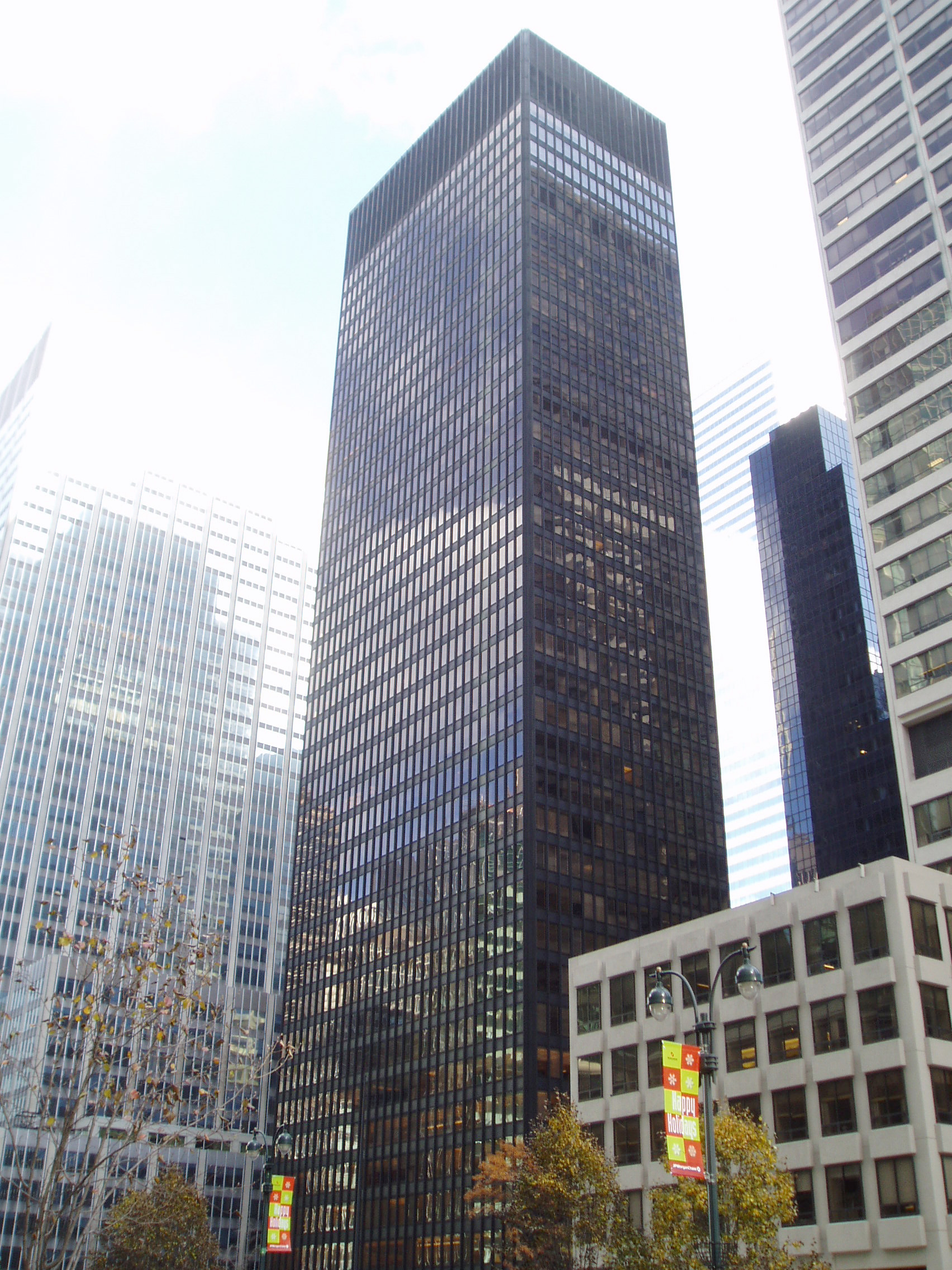
Seagram Building in New York City

Ein Beispiel dafür ist das Seagram Building in New York, das zur Ikone des modernen Hochhauses und in den nachfolgenden Jahrzehnten weltweit zum meist imitierten Beispiel seiner Gattung wurde. Der Bau des Sydney Opera House wiederum war Teil eines Umdenkens in der Architektur der 1950er Jahre.

„Als Ikonen eines Ortes oder einer Zeit errichtet man heute eher Bauwerke wie das Opernhaus in Sydney oder das Guggenheim-Museum in Bilbao. Sie haben jedoch eine ähnliche Funktion wie einst die Kolossalstatuen und prägen international das Bild der jeweiligen Stadt.“

## Definition
Diese herausragenden Bauwerke, Gebäude und Ensembles erfüllen mehrere der folgenden Kriterien:
1. allgemeine Anerkennung
2. Popularität
3. Originalität
4. Symbolwert
5. Bedeutung für die Entwicklung der Architektur
6. Repräsentativ für einen Architekturstil

Sabine Thiel-Siling schreibt in ihrem Vorwort zu Architekturikonen des 20. Jahrhunderts:

„Die Bauwerke sind jeweils spektakulär für ihre Zeit und ihr Umfeld, sei es durch ihre konstruktiven Errungenschaften oder innovative Materialverwendung, durch ihre Formensprache oder weil sie erstmals einen völlig neuen Gebäudetyp verkörperten.“

Manche Bauten haben sich zu Pilgerstätten von Architektur-Enthusiasten entwickelt oder sind gar zu Wahrzeichen von Städten, ja sogar Ländern geworden. Doch oft wurden sie auch von Laien missverstanden, selbst wenn sie Vorbild für ganze Architektengenerationen wurden.
Tom Wright, der Architekt des Burj al Arab, sagte zum gleichen Thema:

„Woran erkennt man, dass ein Gebäude zum Symbol geworden ist? Wenn man es in fünf Sekunden zeichnen kann, und jeder weiß was es ist.“

## Kritik

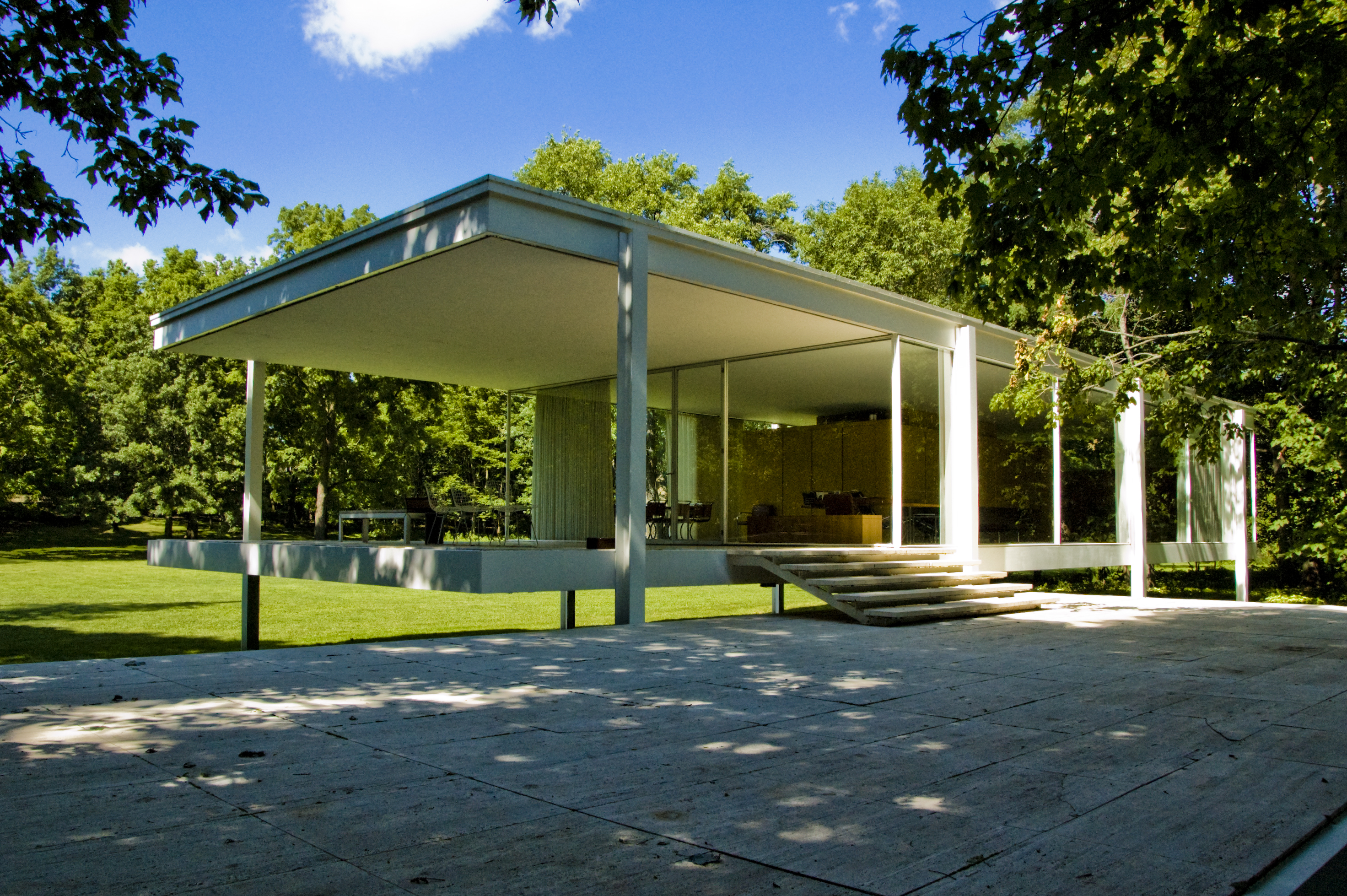
Farnsworth House

Oft planen die Architekten, um ein abstraktes Ziel zu erreichen, an den Bedürfnissen ihrer Auftraggeber vorbei. Die Chicagoer Ärztin Edith Farnsworth, die Ludwig Mies van der Rohe im Jahr 1945 den Auftrag erteilte, ein Wochenendhaus zu entwerfen, in das sie sich zur Erholung zurückziehen konnte, war nicht angetan vom Purismus ihres Hauses, das sie viel Geld kostete und äußerte sich dem Architekten gegenüber folgendermaßen:

„Ich wollte etwas „Bedeutungsvolles“ haben, und alles was ich bekam, war diese glatte, oberflächliche Sophisterei.“

Und gerade dieses Haus wurde zu einem Wallfahrtsort für Architekturtouristen. Menschen von denen LeBlanc schreibt:

„Der Architekturtourist ist ein beherzter Mensch, der ohne weiteres eine ganze Reise plant, um ein bestimmtes Bauwerk zu sehen; der einen halben Tag sucht, um es zu finden; der stundenlang an der Türschwelle herumlungert, in der Hoffnung, hineinzukommen. Doch seine Hartnäckigkeit lohnt sich, denn um ein Gebäude voll und ganz zu verstehen, muss man es selbst sehen.“

Dass man ein Gebäude selbst sehen muss, das greift auch Jürgen Tietz auf, der sich in der Neuen Zürcher Zeitung kritisch mit dem Drang nach immer neuen architektonischen Symbolen auseinandersetzt, der durch den so genannten „Bilbao-Effekt“ von Frank O. Gehrys Guggenheim-Museum im baskischen Bilbao ausgelöst wurde. Zuerst erfasste diese Modewelle die Metropolen, bevor sie auch die kleineren Städte erreichte, denn je unverwechselbarer ein Gebäude ist, desto besser ist es zu vermarkten. Bekannte Gebäude sorgen dafür, dass einzelne Orte sofort erkennbar sind: So steht der Eiffelturm für Paris und die Akropolis für Athen.
In den Zeiten der Globalisierung werden Architekturikonen zu Markenzeichen im Wettstreit der Metropolen.

„Zugleich droht die wachsende Inflation auf dem Catwalk der Architekturbilder zur allgemeinen Verwirrung beizutragen. Stand dieses Haus in Hamburg, Tokio oder Paris? War es das Museum in Bern, Manchester oder Seoul? Hiess der Architekt Eisenman, Koolhaas oder Piano?“

Das Dilemma dieser auf Bildwirkung hin ausgerichteten Architektur ist es, dass sie auf den raschen Blick vertrauen muss. Tietz nennt es „ein möglichst leicht konsumierbares architektonisches Fast Food“.
Dabei wird oft vergessen, dass, was die Qualität von Architektur ausmacht, nur vor Ort erfahrbar ist.

„Doch auch der Baukasten der Moderne generiert laufend neue Bilder für die weltweite Vermarktung im Architekturzirkus: ökologisch ambitioniert bei Foster, elegant expressiv bei Gehry, zackig dekonstruiert bei Libeskind.“

Durch diese am Computer entworfenen, gebauten Marketingstrategien droht aber, laut Tietz, die Architektur zum Klischee zu erstarren, die voll Potemkinscher Dörfer ist.

## Liste (Auswahl)
Diese Liste kann niemals vollständig werden, sie soll aber eine Übersicht über die Vielfältigkeit des Bauens geben.
| Bild | Name / Jahr                                 | Architekt                                            | Ort                                 | Anmerkungen |
| ---- | ------------------------------------------- | ---------------------------------------------------- | ----------------------------------- | --- |
|      | Parthenon 5. Jh. v. Chr.                    |                                                      | Athen, Griechenland                 | Klassischer griechischer Tempel, der seit seiner Errichtung berühmt für seine harmonischen Proportionen ist und deshalb von vielen als „Gipfelpunkt aller Architektur“ und als vollendeter Ausdruck von Humanität gesehen wird. |
|      | Pantheon 119/125                            |                                                      | Rom, Italien                        | Das unter Kaiser Hadrian fertiggestellte Pantheon besaß für mehr als 1700 Jahre die größte Kuppel der Welt, gemessen am Innendurchmesser, und gilt allgemein als das am besten erhaltene Bauwerk der römischen Antike. |
|      | Hagia Sophia 537                            |                                                      | Istanbul, Türkei                    | Die als Kuppelbasilika errichtet Kirche setzte im 6. Jahrhundert neue architektonische Akzente. Die bauhistorische Bedeutung der Kuppel liegt nicht in ihrer Größe, sondern darin, dass sie erstmals auf nur vier Pfeilern ruht und so gleichsam über dem darunterliegenden Raum schwebt.                                                                                                |
|      | Kathedrale von Chartres 1260                |                                                      | Chartres, Frankreich                | In der Kathedrale von Chartres laufen viele kunst- und kulturhistorische Strömungen zusammen. Es gab zu Beginn der klassischen Phase der gotischen Architektur zwei grundlegend verschiedene Ansätze, von denen sich nur einer durchgesetzt hat und der wesentlich bekannter geworden ist.                                                                                               |
|      | La Rotonda 1571                             | Andrea Palladio                                      | Vicenza, Italien                    | Ideales Renaissance-Gebäude, dessen Ästhetik den antiken Vorbildern gleichzukommen suchte und das in den folgenden Jahrhunderten immer wieder als Vorbild für ähnliche Bauten diente. |
|      | Crystal Palace 1851                         | Joseph Paxton                                        | London, Großbritannien              | Vorgefertigtes Gebäude, das auf seriell gefertigten, modularen Bauteilen beruht. Die Konstruktion bei repräsentativer Architektur so bewusst zur Schau zu stellen war ein Novum. |
|      | Sagrada Família 1882                        | Antoni Gaudí                                         | Barcelona, Spanien                  | Die Sagrada Família ist ein ungewöhnliches Werk der Sakralarchitektur, das gotische Motive mit modernen Mitteln neu interpretiert. |
|      | Eiffelturm 1889                             | Gustave Eiffel                                       | Paris, Frankreich                   | Die Stahlfachwerkkonstruktion war seit ihrer Errichtung 41 Jahre lang höchstes Bauwerk der Erde und löste eine weltweite Turmbauwelle aus. Die architektonisch herausragende Stellung begründet sich zum einen durch viele Bauwerke, die dem Konstruktionsprinzip folgten, das Aussehen teilweise sogar kopierten, zum anderen ist der Turm völlig ohne historisches Vorbild entstanden. |
|      | Rietveld-Schröder-Haus 1924                 | Gerrit Rietveld                                      | Utrecht, Niederlande                | Das Gebäude zählt zu den wichtigsten Bauwerken der De-Stijl-Bewegung. |
|      | Chilehaus 1924                              | Fritz Höger                                          | Hamburg, Deutschland                | Das Chilehaus war beispielgebend für den Backsteinexpressionismus der 1920er Jahre. Mit seiner an einen Schiffsbug erinnernden Spitze wurde es zu einer Ikone des Expressionismus in der Architektur. |
|      | Einsteinturm 1924                           | Erich Mendelsohn                                     | Potsdam, Deutschland                | Das Observatorium im „Wissenschaftspark Albert Einstein“ auf dem Telegrafenberg in Potsdam ist ein für seine Entstehungszeit revolutionäres Bauwerk. |
|      | Hufeisensiedlung 1925–1930                  | Bruno Taut                                           | Berlin, Deutschland                 | Die Hufeisensiedlung, zu der auch das Ferienhaus „Tautes Heim“ gehört, gilt international als Schlüsselwerk des reformorientierten städtischen Wohnungsbaus. |
|      | Bauhaus Dessau 1926                         | Walter Gropius                                       | Dessau, Deutschland                 | Das Besondere ist neben der damals neuartigen funktionalen Trennung durch einzelne, zu einem Organismus gefügte Einzelbaukörper die völlig in Glas aufgelöste Wand des Werkstättentraktes. |
|      | Barcelona-Pavillon 1929                     | Ludwig Mies van der Rohe                             | Barcelona, Spanien                  | Das Gebäude, das stilbildend für die moderne Architektur wurde, verwirklichte zwei Entwurfsprinzipien van der Rohes: der „freie Grundriss“ und der „fließende Raum“. |
|      | Villa Tugendhat 1930                        | Ludwig Mies van der Rohe                             | Brünn, Tschechien                   | Konstruktion und Wand wurden strikt voneinander getrennt und sollten einen „frei“ einteilbaren Grundriss ermöglichen. |
|      | Fallingwater 1937                           | Frank Lloyd Wright                                   | bei Pittsburgh, USA                 | Der Bauherr wünschte sich ein Gebäude mit Ausblick auf den Wasserfall. Nach einer genauen Vermessung des Bauplatzes, die auch alle Bäume und zutage tretenden Felsen einbezog, schlug Wright jedoch vor, das Gebäude über dem Wasserfall zu errichten. |
|      | Glass House 1949                            | Philip Johnson                                       | New Canaan, USA                     | Das Glass House zeichnet sich durch eine radikale Reduzierung der Außenwände aus. |
|      | Farnsworth House 1951                       | Ludwig Mies van der Rohe                             | Plano (Illinois), USA               | Die Außenwände sind vollkommen aus Glas und ermöglichen in jeder Situation einen direkten Bezug zur Natur, als Sichtschutz sind lediglich leichte Vorhänge vorgesehen. |
|      | Notre Dame du Haut 1955                     | Le Corbusier                                         | Ronchamp, Frankreich                | Auf Grund der organischen Bauform ist die Kirche auch ein Pilgerort für Architekten und Kunstinteressierte. |
|      | Solomon R. Guggenheim Museum 1959           | Frank Lloyd Wright                                   | New York City, USA                  | Wright schuf eine sich windende Rampe und einen Aufzug, der die Besucher zum höchsten Punkt der Rampe transportiert, sodass sie an den Kunstwerken vorbei nach unten laufen können. |
|      | Berliner Philharmonie 1963                  | Hans Scharoun                                        | Berlin, Deutschland                 | Durch die Architektur wird die Trennung zwischen Künstler und Publikum weitgehend aufgehoben, die Künstler sitzen „inmitten“ der Zuhörer. |
|      | Montreal Biosphère 1967                     | Richard Buckminster Fuller                           | Montreal, Kanada                    | Der US-amerikanische Pavillon bei der Expo 67 in Montreal besteht aus Stahl und Acryl und war Vorbild für zahlreiche Nachfolgebauten. |
|      | Kathedrale von Brasília 1970                | Oscar Niemeyer                                       | Brasília, Brasilien                 | Kathedrale und Parlamentsgebäude prägen die neu erbaute brasilianische Hauptstadt. |
|      | Finlandia-Halle 1971                        | Alvar Aalto                                          | Helsinki, Finnland                  | Der Baustil ist funktionell ausgerichtet und bietet einen lebhaften Kontrast zur oft schwermütig wirkenden Landschaft. |
|      | Olympiastadion München 1972                 | Günter Behnisch                                      | München, Deutschland                | Die Architektengruppe Olympiapark entwarf ein Stadion, das in die Landschaft eingebettet ist. Das Olympiastadion wurde zum Symbol einer neuen Leichtigkeit der westdeutschen Nachkriegsarchitektur. |
|      | Casa Bianchi 1973                           | Mario Botta                                          | Riva San Vitale, Schweiz            | Perfekt quadratischer Turm ragt als Gegenstück zur Natur aus dem Boden und wird über eine Brücke mit dem Niveau verbunden. Es ist ein Schlüsselbau der Tessiner Tendenza. Jegliches Maß kommt nicht in der Natur vor. |
|      | Sydney Opera House 1973                     | Jørn Utzon                                           | Sydney, Australien                  | Das Opernhaus von Sydney ist eine beliebte Touristenattraktion, Wahrzeichen von Sydney und Australien. Auch Dänemark sieht das Opernhaus heute als Bestandteil seines kulturellen Erbes an. |
|      | Casa Kalman 1976                            | Luigi Snozzi                                         | Brione sopra Minusio, Schweiz       | Snozzis bekanntestes Werk und zugleich Schlüsselwerk der Tessiner Tendenza ist beispielhaft für Bauen am Hang. Hangverlaufende Terrasse mit Pavillon und Blick auf den Lago Maggiore. |
|      | Centre Georges Pompidou 1977                | Renzo Piano, Richard Rogers und Gianfranco Franchini | Paris, Frankreich                   | Das Tragwerk und Rohre für Gebäudetechnik und Erschließung wurden sichtbar an den Gebäudeaußenseiten angeordnet. Bedeutender Schritt nach Modernismus und Postmoderne. |
|      | Glaspyramide im Innenhof des Louvre 1989    | Ieoh Ming Pei                                        | Paris, Frankreich                   | Die Pyramide besteht aus 602 rhombischen und 69 dreieckigen Glassegmenten. Als Vorbild für die Proportionen diente die Große Pyramide von Gizeh. |
|      | Feuerwehrhaus des Vitra-Werks 1993          | Zaha Hadid                                           | Weil am Rhein, Deutschland          | Der Baukörper setzt sich aus klar zugeschnittenen Zacken und Kanten in Scheibenbauweise zusammen. |
|      | Oriental Pearl Tower 1995                   | Jia Huancheng                                        | Shanghai, China                     | Seine einzigartige Konstruktion aus elf verschieden großen Kugeln auf unterschiedlichen Höhen, die von Säulen getragen werden, ist eines der bekanntesten Wahrzeichen der Stadt Shanghai geworden. |
|      | Therme Vals 1996                            | Peter Zumthor                                        | Vals, Schweiz                       | Das Bad erinnert an einen Steinbruch, aus dem Quader herausgeschnitten wurden. Die verbleibenden Blöcke und die dazwischenliegenden Hohlräume bilden das gesamte Gebäude. |
|      | Museu de Arte Contemporânea de Niterói 1996 | Oscar Niemeyer                                       | Niterói, Brasilien                  | Das Gebäude hat einen Durchmesser von 50 m und erinnert mit seiner Form an den Fuß eines Atompilzes oder an ein UFO. |
|      | Guggenheim-Museum Bilbao 1997               | Frank Gehry                                          | Bilbao, Spanien                     | Das sehr skurrile Gebäude ist für seinen dekonstruktivistischen Baustil berühmt. Der Museums-Bau steht aber auch für wirtschaftlichen Erfolg, siehe Bilbao-Effekt. |
|      | Burj al Arab 1999                           | Tom Wright                                           | Dubai, Vereinigte Arabische Emirate | Der Bauherr wünschte sich ein Wahrzeichen für Dubai, was der Architekt mithilfe einer einprägsamen Form umsetzte. Innerhalb kürzester Zeit wurde das Luxushotel in Form eines Jachtsegels zum Identifikationsmerkmal Dubais. |
|      | Nationalstadion Peking 2008                 | Herzog & de Meuron                                   | Peking, China                       | Aufgrund seiner Form hat das Stadion den Spitznamen „Vogelnest“. Der Architekt Jacques Herzog hofft, dass „dieses Bauwerk für Peking das wird, was der Eiffelturm für Paris ist“. |
|      | Burj Khalifa 2010                           | Adrian Smith                                         | Dubai, Vereinigte Arabische Emirate | Der Burj Khalifa ist seit 2008 das höchste Bauwerk der Welt. Mit dem Burj Khalifa gehen die verschiedenen Kategorien der Rekorde des höchsten Bauwerks zum ersten Mal seit Errichtung des Empire State Building 1931 wieder an ein einziges Gebäude. |
|      | Metropol Parasol 2011                       | Jürgen Mayer                                         | Sevilla, Spanien                    | Das Wahrzeichen von Sevilla hat eine Länge von 150 Metern, eine Breite von 70 Metern und eine Höhe von 26 Metern und gilt als größte Holzkonstruktion der Welt. |